# Anna Montanaro
Anna Montanaro (* 2. November 1973 in Gifhorn) ist eine deutsche Musicaldarstellerin. Nach Hildegard Knef und Ute Lemper schaffte sie es als dritte deutsche Künstlerin in einer Hauptrolle am Broadway besetzt zu werden.

## Biographie
Montanaro wurde in Gifhorn geboren. Ihre Eltern führten dort einen Gastronomiebetrieb. Erste musikalische Erfahrungen sammelte sie als Chorsängerin, sie nahm Ballettunterricht und war als Kind eine erfolgreiche Kunstturnerin.
Nach ihrem Schulabschluss ging Montanaro nach Hamburg, wo sie einen Platz an der  Stage School erhalten hatte. Dort bekam sie ihre dreijährige Ausbildung zur Musicaldarstellerin. Direkt nach Abschluss der Stage School wurde Anna Montanaro für ihre ersten Hauptrollen engagiert. So verkörperte sie die Sandy in der Inszenierung des Musicals Grease am Capitol Theater Düsseldorf. Eine ihrer Paraderollen, die Velma Kelly in dem Musical Chicago, spielte Anna Montanaro sowohl in London als auch am Broadway. Damit wurde sie auch international bekannt.
Anna Montanaro ist mit dem Musicalproduzenten Maik Klokow verheiratet. Ihre gemeinsame Tochter Marlene kam im Februar 2010 zur Welt.

## Rollen (Auswahl)
- Rumpleteazer – Cats (Zürich)
- Rosalia – West Side Story (Nationaltheater, Mannheim)
- Sandy – Grease (Capitol Theater in Düsseldorf)
- Velma Kelly – Chicago (Theater an der Wien)
- Sally Bowles – Cabaret (Capitol Theater Düsseldorf, Luisenburg-Festspiele)
- Velma Kelly – Chicago (Adelphi Theatre, London)
- Velma Kelly – Chicago (Shubert Theatre, New York)
- Maria Magdalena – Jesus Christ Superstar (Bad Hersfelder Festspiele)
- Lucy – Jekyll & Hyde (Musical Dome, Köln)
- Rosemarie – Das Mädchen Rosemarie (Capitol Theater Düsseldorf)
- Marilyn – Marilyn – Das Musical (Schauspielhaus, Hamburg)
- Donna – Mamma Mia! (Colosseum, Essen)
- Eva Péron – Evita (Freilichtspiele Tecklenburg)
- Carmen – Carmen – Ein deutsches Musical (Bad Hersfelder Festspiele)
- Giulietta – Boeing-Boeing (Komödie Düsseldorf)
- Grizabella – Cats (CentrO Oberhausen)
- Anita – West Side Story (Stadttheater Klagenfurt) ab 29. März 2012

## Auszeichnungen
- Hersfeld-Preis[6] bei den Bad Hersfelder Festspielen 2002
- „Prix Mediale“ der Fernsehzeitschrift „Prisma“ 2002
- Beste Musicaldarstellerin 2003 (Leserwahl der Fachzeitschrift „musicals“)
- Beste Musicaldarstellerin 2004 (Leserwahl der Fachzeitschrift „musicals“)

## Veröffentlichungen
- „Cabaret“, Castalbum, Capitol Theater Düsseldorf
- „Das Mädchen Rosemarie“, Castalbum, Capitol Theater Düsseldorf
- „Chicago“, Castalbum, Theater an der Wien
- „Moulin Rouge“, Castalbum, Tourneeproduktion
- „Tonight“, Castalbum, Capitol Theater Düsseldorf
- „Swing Kids“ (Spielfilm – Hollywood Pictures, mit Robert Sean Leonhard, 1993)
- „Jesus Christ Superstar“ (Soundtrack – Original Bad Hersfeld Cast, 2003)